# Northway Village (Alaska)
Northway Village es un lugar designado por el censo ubicado en el Área censal de Southeast Fairbanks en el estado estadounidense de Alaska. En el Censo de 2010 tenía una población de 98 habitantes y una densidad poblacional de 16,06 personas por km².

## Geografía
Northway Village se encuentra en las coordenadas 62°58′55″N 141°55′37″O / 62.98194, -141.92694. Según la Oficina del Censo de los Estados Unidos, Northway Village tiene una superficie total de 6.1 km², de la cual 6.09 km² corresponden a tierra firme y (0.25%) 0.02 km² es agua.

## Demografía
Según el censo de 2010, había 98 personas residiendo en Northway Village. La densidad de población era de 16,06 hab./km². De los 98 habitantes, Northway Village estaba compuesto por el 2.04% blancos, el 0% eran afroamericanos, el 77.55% eran amerindios, el 0% eran asiáticos, el 0% eran isleños del Pacífico, el 0% eran de otras razas y el 20.41% pertenecían a dos o más razas. Del total de la población el 0% eran hispanos o latinos de cualquier raza.